# Lehrberg

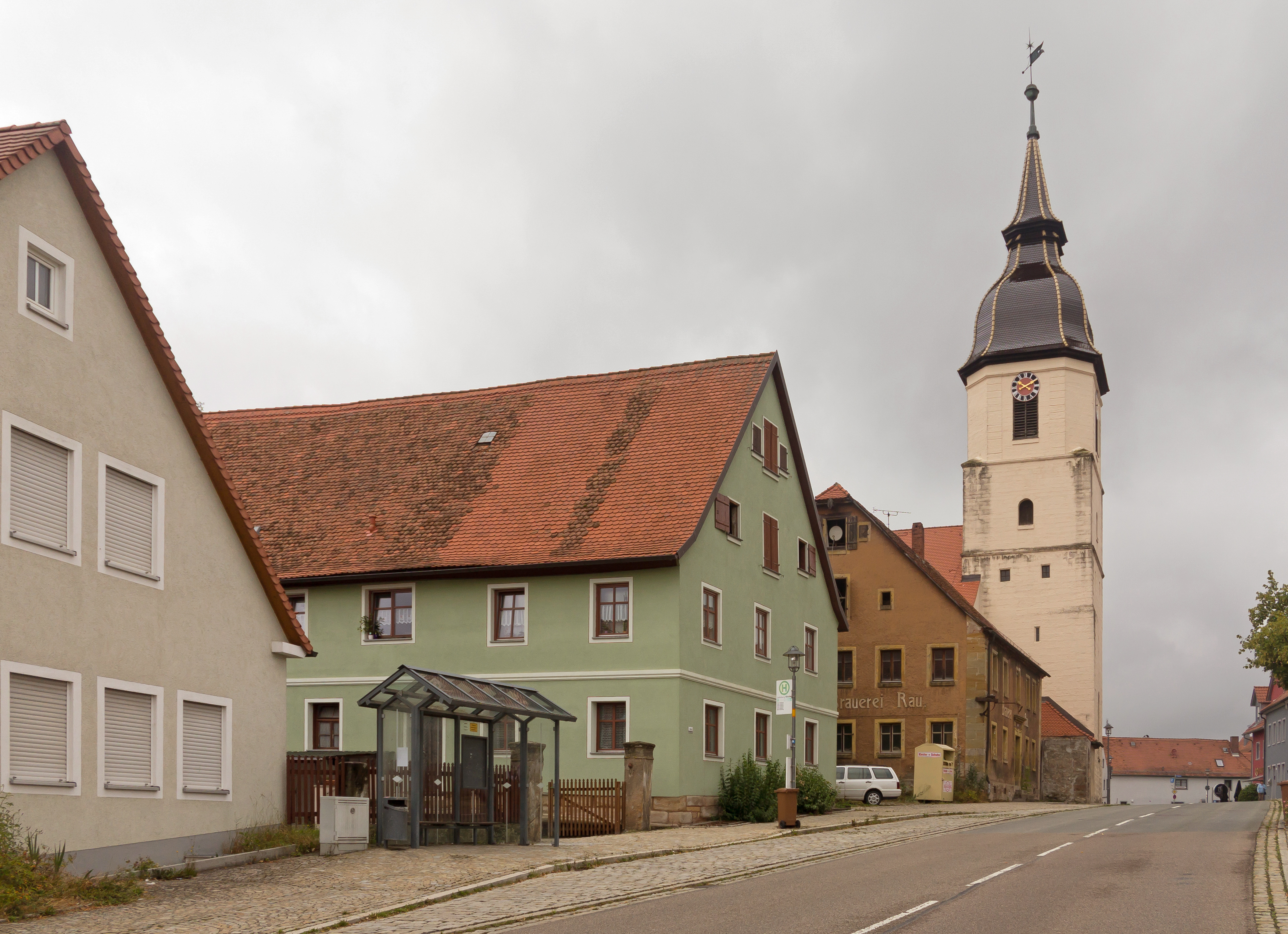
Lehrberg, evangelische kerk (Pfarrkirche Sankt Margaretha) in straatzicht

Lehrberg is een gemeente in de Duitse deelstaat Beieren. De gemeente, met de status van Markt, maakt deel uit van het Landkreis Ansbach.
Lehrberg telt 3.068 inwoners.

## Plaatsen in de gemeente Lehrberg
| - Ballstadt - Berndorf - Birkach - Brünst - Buhlsbach | - Gödersklingen - Gräfenbuch - Hürbel am Rangen - Kühndorf - Lehrberg | - Oberheßbach - Obersulzbach - Röshof - Schmalach - Schmalenbach | - Unterheßbach - Untersulzbach - Wüstendorf - Zailach |

Adelshofen ·
Arberg ·
Aurach ·
Bechhofen ·
Bruckberg ·
Buch a.Wald ·
Burgoberbach ·
Burk ·
Colmberg ·
Dentlein a.Forst ·
Diebach ·
Dietenhofen ·
Dinkelsbühl ·
Dombühl ·
Dürrwangen ·
Ehingen ·
Feuchtwangen ·
Flachslanden ·
Gebsattel ·
Gerolfingen ·
Geslau ·
Heilsbronn ·
Herrieden ·
Insingen ·
Langfurth ·
Lehrberg ·
Leutershausen ·
Lichtenau ·
Merkendorf ·
Mitteleschenbach ·
Mönchsroth ·
Neuendettelsau ·
Neusitz ·
Oberdachstetten ·
Ohrenbach ·
Ornbau ·
Petersaurach ·
Röckingen ·
Rothenburg ob der Tauber ·
Rügland ·
Sachsen b.Ansbach ·
Schillingsfürst ·
Schnelldorf ·
Schopfloch ·
Steinsfeld ·
Unterschwaningen ·
Wassertrüdingen ·
Weidenbach ·
Weihenzell ·
Weiltingen ·
Wettringen ·
Wieseth ·
Wilburgstetten ·
Windelsbach ·
Windsbach ·
Wittelshofen ·
Wolframs-Eschenbach ·
Wörnitz